# Distrito electoral federal 4 de Nuevo León
El IV Distrito Electoral Federal de Nuevo León es uno de los 300 Distritos Electorales en los que se encuentra dividido el territorio de México para la elección de diputados federales y uno de los 12 que corresponden al estado de Nuevo León. Su cabecera es la ciudad de San Nicolás de los Garza y su actual representante es la panista Lily Olivares Castañeda.
El distrito se encuentra en la parte oriente de la zona metropolitana de Monterrey y lo forma íntegramente el municipio de San Nicolás de los Garza. La población que en él habita asciende a los 444 438 habitantes, mientras que el número total de electores es de 338 372. Su extensión es de 86,8 kilómetros cuadros.

## Distritaciones anteriores

### Distritación 1978 - 1996
Con la distritación de 1978, este distrito fue conformado por una fracción del municipio de Guadalupe, siendo esa misma ciudad su cabecera. El municipio de San Nicolás de los Garza que actualmente forma este distrito pertenecía durante estos años al distrito federal 10.

### Distritación 1996 - 2005
Entre 1996 y 2005 el distrito fue formado por la zona sur del municipio de San Nicolás de los Garza. La parte norte del municipio que hoy también forma parte del distrito en este entonces pertenecía al distrito federal 3. Su cabecera es, desde esta distritación, la ciudad de San Nicolás.

### Distritación 2005 - 2017
En 2005 el distrito fue conformado por el sureste del municipio de San Nicolás. La parte suroeste del mismo municipio que antes formaba parte del distrito pasó al distrito federal 3.

### Distritación 2017 - 2024
Con la redistritación de 2017, el distrito pasó a ser formado por la totalidad del municipio de San Nicolás de los Garza.
Para la elección federal del 2024, se realizó una redistritación en la que el Distrito 4 abarca la totalidad del municipio de San Nicolás de los Garza además de 13 colonias del municipio de General Escobedo, Nuevo León, en el límite de Avenida Sendero, las cuales son: Paraje Anáhuac, Anáhuac Madeira, La Cantera, Misión Anáhuac 1er, 2do y 3er Sector, Paraje Anáhuac, Quintas de Anáhuac, Cerradas de Anáhuac, Hacienda Los Cantú 1er y 2do Sector, Anáhuac Premier y Cerradas de Anáhuac Sector Contemporáneo.

## Diputados por el distrito
| Diputado | Diputado                            | Legislatura                                    | Período                                             | Partido                              |  |
| -------- | ----------------------------------- | ---------------------------------------------- | --------------------------------------------------- | ------------------------------------ |  |
|          | Simón de la Garza y Melo            | I                                              | 8 de octubre de 1857 - 19 de diciembre de 1857      |                                      |  |
|          | Ignacio Galindo                     | II                                             | 9 de abril de 1861 - 25 de abril de 1863            |                                      |  |
| III      | Ignacio Galindo                     | 20 de octubre de 1863 - 1865                   |                                                     |                                      |  |
|          | Viviano L. Villareal y González     | IV                                             | 8 de diciembre de 1867 - 29 de mayo de 1869         |                                      |  |
|          |                                     | V                                              | 23 de septiembre de 1869 - 31 de abril de 1871      |                                      |  |
|          |                                     | VI                                             | 13 de septiembre de 1871 - 15 de septiembre de 1873 |                                      |  |
|          |                                     | VII                                            | 16 de septiembre de 1873 - 10 de septiembre de 1875 |                                      |  |
|          |                                     | VIII                                           | 10 de septiembre de 1875 - 15 de septiembre de 1878 |                                      |  |
|          | Jesús María Cerda                   | IX                                             | 16 de septiembre de 1878 - 26 de mayo de 1880       |                                      |  |
|          | Felipe Naranjo                      | X                                              | 16 de septiembre de 1881 - 15 de septiembre de 1882 |                                      |  |
|          | Jesús María Cerda                   | XI                                             | 16 de septiembre de 1882 - 31 de mayo de 1884       |                                      |  |
|          | Joaquín Peña                        | XII                                            | 15 de septiembre de 1884 - 31 de mayo de 1886       |                                      |  |
|          | Carlos F. Ayala                     | XIII                                           | 15 de septiembre de 1886 - 31 de mayo de 1888       |                                      |  |
| XIV      | Carlos F. Ayala                     | 15 de septiembre de 1888 - 31 de mayo de 1890  |                                                     |                                      |  |
| XV       | Carlos F. Ayala                     | 16 de septiembre de 1890 - 31 de mayo de 1892  |                                                     |                                      |  |
| XVI      | Carlos F. Ayala                     | 16 de septiembre de 1892 - 31 de mayo de 1894  |                                                     |                                      |  |
| XVII     | Carlos F. Ayala                     | 16 de septiembre de 1894 - 31 de mayo de 1896  |                                                     |                                      |  |
| XVIII    | Carlos F. Ayala                     | 16 de septiembre de 1896 - 31 de mayo de 1898  |                                                     |                                      |  |
|          | Eleuterio del Valle                 | XIX                                            | 16 de septiembre de 1898 - 31 de mayo de 1900       |                                      |  |
|          | José López Portillo y Rojas         | XX                                             | 16 de septiembre de 1900 - 31 de mayo de 1902       |                                      |  |
|          | Jesús María Cerda                   | XXI                                            | 16 de septiembre de 1902 - 31 de mayo de 1904       |                                      |  |
| XXII     | Jesús María Cerda                   | 16 de septiembre de 1904 - 31 de mayo de 1906  |                                                     |                                      |  |
|          |                                     | XXIII                                          | 16 de septiembre de 1906 - 16 de junio de 1908      |                                      |  |
|          | Jesús María Cerda                   | XXIV                                           | 16 de septiembre de 1908 - 31 de mayo de 1910       |                                      |  |
| XXV      | Jesús María Cerda                   | 16 de septiembre de 1910 - 31 de mayo de 1912  |                                                     |                                      |  |
|          | José Nemesio García Naranjo         | XXVI                                           | - 1 de octubre de 1913                              |                                      |  |
|          | Ramón Gámez                         | CC                                             | 1 de diciembre de 1916 - 31 de enero de 1917        |                                      |  |
|          | Vidal Garza Pérez                   | XXVII                                          | 1 de septiembre de 1917 - 24 de diciembre de 1917   | Partido Popular Evolucionista        |  |
|          | José Pedro Saldaña Treviño          | XXVIII                                         | 1 de septiembre de 1918 - 31 de diciembre de 1919   |                                      |  |
|          | Juan Quiroga                        | XXIX                                           | 1 de septiembre de 1920 - 31 de diciembre de 1921   |                                      |  |
| XXX      | Juan Quiroga                        | 1 de septiembre de 1922 - 15 de agosto de 1924 |                                                     |                                      |  |
|          | Jesús Santos Mendiola               | XXXI                                           | 1 de septiembre de 1924 - 31 de agosto de 1926      |                                      |  |
|          | Francisco Atenógenes Cárdenas Garza | XXXII                                          | 1 de septiembre de 1926 - 31 de agosto de 1928      | Partido Laborista Mexicano           |  |
|          | Santiago Salinas                    | XXXIII                                         | 1 de septiembre de 1928 - 31 de agosto de 1930      |                                      |  |
|          |                                     | XXXIV                                          | 1 de septiembre de 1930 - 31 de agosto de 1932      |                                      |  |
|          | Generoso Chapa Garza                | XXXV                                           | 1 de septiembre de 1932 - 31 de agosto de 1934      | Partido Nacional Revolucionario      |  |
|          | Plutarco Elías Calles Chacón        | XXXVI                                          | 1 de septiembre de 1934 - 31 de agosto de 1937      | Partido Nacional Revolucionario      |  |
|          | Hilario Contreras Molina            | XXXVII                                         | 1 de septiembre de 1937 - 30 de agosto de 1940      | Partido Nacional Revolucionario      |  |
|          | Maximiano Reyna                     | XXXVIII                                        | 1 de septiembre de 1940 - 30 de agosto de 1943      |                                      |  |
|          | Hilario Contreras Molina            | XXXIX                                          | 1 de septiembre de 1943 - 31 de agosto de 1946      | Partido de la Revolución Mexicana    |  |
|          | Simón Sepulveda                     | XL                                             | 1 de septiembre de 1946 - 31 de agosto de 1949      | Partido Revolucionario Institucional |  |
|          | Alfredo Garza Ríos                  | XLI                                            | 1 de septiembre de 1949 - 30 de agosto de 1952      | Partido Revolucionario Institucional |  |
|          | Jesús Garza Cantú                   | XLII                                           | 1 de septiembre de 1952 - 31 de agosto de 1955      |                                      |  |
|          | Margarita García Flores             | XLIII                                          | 1 de septiembre de 1955 - 31 de agosto de 1958      | Partido Revolucionario Institucional |  |
|          | Antonio M. Garza Peña               | XLIV                                           | 1 de septiembre de 1958 - 31 de agosto de 1961      |                                      |  |
|          | Armando Arteaga Santoyo             | XLV                                            | 1 de septiembre de 1961 - 31 de agosto de 1964      | Partido Revolucionario Institucional |  |
|          | Alfonso Martínez Domínguez          | XLVI                                           | 1 de septiembre de 1964 - 31 de agosto de 1967      | Partido Revolucionario Institucional |  |
|          | Graciano Bortoni Urteaga            | XLVII                                          | 1 de septiembre de 1967 - 31 de agosto de 1970      | Partido Revolucionario Institucional |  |
|          | Arturo de la Garza González         | XLVIII                                         | 1 de septiembre de 1970 - 31 de agosto de 1973      | Partido Revolucionario Institucional |  |
|          | Leopoldo González Sáenz             | XLIX                                           | 1 de septiembre de 1973 - 31 de agosto de 1976      | Partido Revolucionario Institucional |  |
|          | Eleazar Ruiz Cerda                  | L                                              | 1 de septiembre de 1976 - 31 de agosto de 1979      | Partido Revolucionario Institucional |  |
|          | Filiberto Villarreal Ayala          | LI                                             | 1 de septiembre de 1979 - 31 de agosto de 1982      | Partido Revolucionario Institucional |  |
|          | Homero Ayala Torres                 | LII                                            | 1 de septiembre de 1982 - 31 de agosto de 1985      | Partido Revolucionario Institucional |  |
|          | Isaías Vázquez Mendoza              | LIII                                           | 1 de septiembre de 1985 - 31 de agosto de 1988      | Partido Revolucionario Institucional |  |
|          | Agustín Serna Servín                | LIV                                            | 1 de septiembre de 1988 - 31 de agosto de 1991      | Partido Revolucionario Institucional |  |
|          | Juan José Morales Salinas           | LV                                             | 1 de septiembre de 1991 - 31 de agosto de 1994      |                                      |  |
|          | Gerardo Macario Rodríguez Rivera    | LVI                                            | 1 de septiembre de 1994 - 31 de agosto de 1997      | Partido Acción Nacional              |  |
|          | Pablo Gutiérrez Jiménez             | LVII                                           | 1 de septiembre de 1997 - 31 de agosto de 2000      | Partido Acción Nacional              |  |
|          | Manuel Braulio Martínez Ramírez     | LVIII                                          | 1 de septiembre de 2000 - 31 de agosto de 2003      | Partido Acción Nacional              |  |
|          | Norma Patricia Saucedo Moreno       | LIX                                            | 1 de septiembre de 2003 - 31 de agosto de 2006      | Partido Acción Nacional              |  |
|          | Gustavo Ramírez Villarreal          | LX                                             | 1 de septiembre de 2006 - 31 de agosto de 2009      | Partido Acción Nacional              |  |
|          | Camilo Ramírez Puente               | LXI                                            | 1 de septiembre de 2009 - 31 de agosto de 2012      | Partido Acción Nacional              |  |
|          | Víctor Fuentes Solís                | LXII                                           | 1 de septiembre de 2012 - 30 de noviembre de 2015   | Partido Acción Nacional              |  |
|          | Ricardo Flores Suárez (suplente)    | LXII                                           | 1 de septiembre de 2012 - 30 de noviembre de 2015   | Partido Acción Nacional              |  |
|          | Carlos Alberto de la Fuente Flores  | LXIII                                          | 1 de septiembre de 2015 - 30 de noviembre de 2018   | Partido Acción Nacional              |  |
|          | Ricardo Flores Suárez               | LXIV                                           | 1 de septiembre de 2018 - 30 de noviembre de 2021   | Partido Acción Nacional              |  |
|          | Pedro Salgado Almaguer              | LXV                                            | 1 de septiembre de 2021 - 31 de agosto de 2024      | Partido Acción Nacional              |  |
|          | Lily Olivares Castañeda             | LXVI                                           | 1 de septiembre de 2024 - 31 de agosto de 2024      | Partido Acción Nacional              |  |

## Resultados electorales recientes

### Diputado federal
|  | 41.39 % |

|  | 22.63 % |

|  | 11.18 % |

|  | 8.70 % |

|  | 7.24 % |

|  | 3.47 % |

|  | 2.13 % |

|  | 0.74 % |

|  | 2.53 % |

|  | 100.0 % |

### Presidente de la República
|  | 40.92 % |

|  | 31.01 % |

|  | 17.06 % |

|  | 9.11 % |

|  | 1.90 % |

|  | 100.0 % |

### Senadores de la República
|  | 34.40 % |

|  | 27.01 % |

|  | 18.94 % |

|  | 7.83 % |

|  | 4.31 % |

|  | 2.45 % |

|  | 2.11 % |

|  | 0.52 % |

|  | 2.43 % |

|  | 100.0 % |